# Uunartoq Qeqertaq
Uunartoq Qeqertaq (englisch Warming Island) ist der inoffizielle Name einer grönländischen Insel im Distrikt Ittoqqortoormiit in der Kommuneqarfik Sermersooq.

## Lage

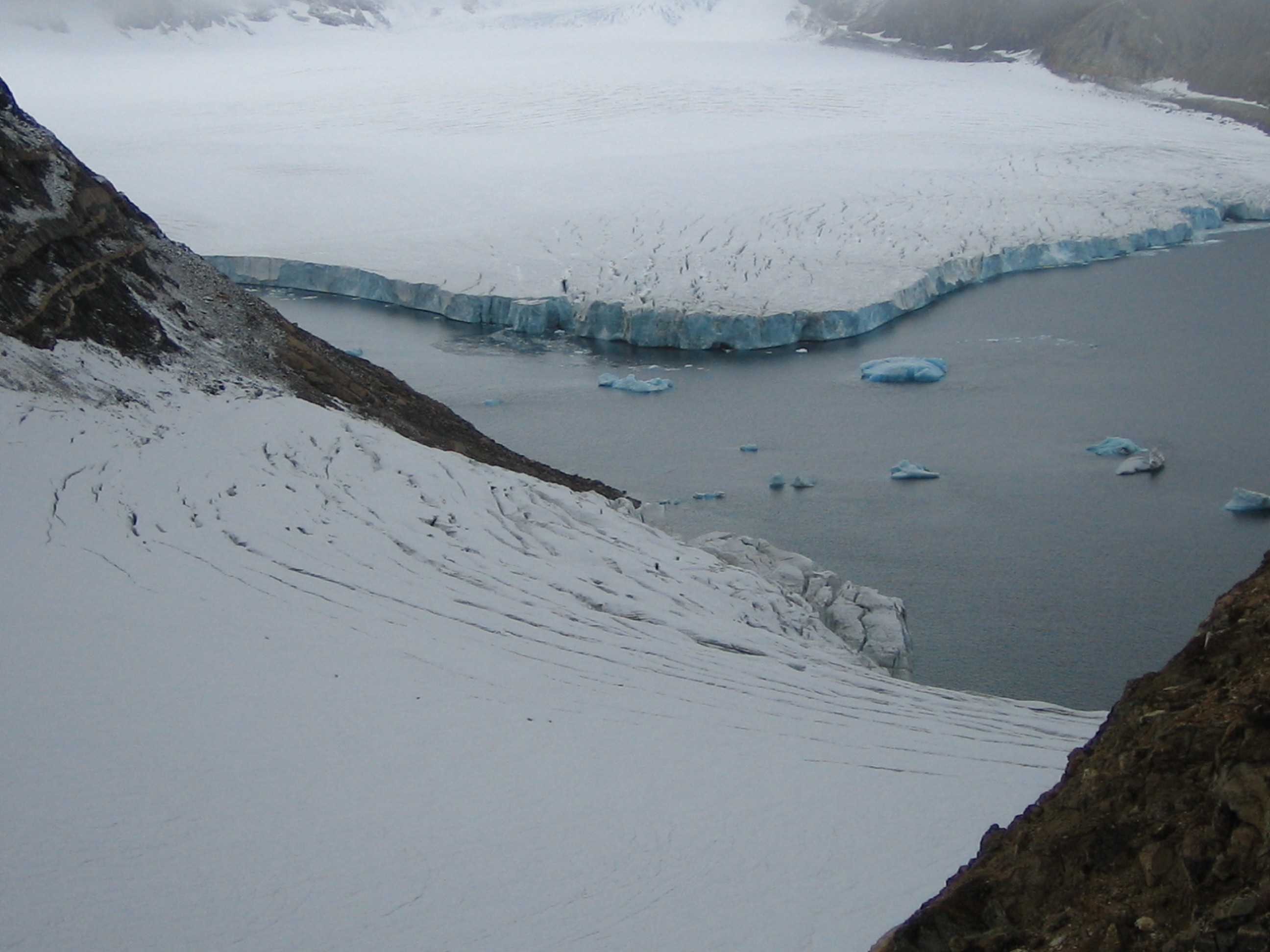
Blick von Uunartoq Qeqertaq auf das zurückgehende Eis (2006)

Die Insel liegt östlich der Nordspitze von Liverpool Land 110 km nördlich von Ittoqqortoormiit. Der Nordpunkt der Insel ist Kap Gladstone.

## Geschichte
Bis 2005 war die Insel noch über einen Gletscher mit Liverpool Land auf der Hauptinsel verbunden und daher für eine Halbinsel gehalten worden. Folglich war bis dahin ihre nördlichste Spitze Kap Gladstone als der nördlichste Punkt von Liverpool Land angesehen worden. Zwischen 2002 und 2005 verschwand das verbindende Eis in einer langsamen Gletscherschmelze. Der US-amerikanische Abenteurer Dennis Schmitt benannte die Insel daraufhin Warming Island bzw. gab ihr den übersetzten grönländischen Namen Uunartoq Qeqertaq oder Uunartoq Qeqertoq. Der Name setzt sich aus den Wörtern uunartoq „heiß“ und qeqertaq „Insel“ zusammen, ist aber ungrammatisch, da das Attribut dem Nominalphrasenkern nachgestellt werden muss (korrekt wäre also Qeqertaq Uunartoq). Der Ortsnamenausschuss des Oqaasileriffik hat den Namen nicht anerkannt. Offiziell ist die Insel somit namenlos.